# Cardioglossa manengouba
Cardioglossa manengouba é uma espécie de anfíbio anuro da família Arthroleptidae. Está presente nos Camarões. Não foi ainda avaliada pela UICN.